# Semoutiers-Montsaon
Semoutiers-Montsaon is een gemeente in het Franse departement Haute-Marne (regio Grand Est) en telt 869 inwoners (2004). De plaats maakt deel uit van het arrondissement Chaumont.

## Geografie
De oppervlakte van Semoutiers-Montsaon bedraagt 27,2 km², de bevolkingsdichtheid is 31,9 inwoners per km².
De onderstaande kaart toont de ligging van Semoutiers-Montsaon met de belangrijkste infrastructuur en aangrenzende gemeenten.

## Demografie
Onderstaande figuur toont het verloop van het inwonertal (bron: INSEE-tellingen).

1. ↑  Populations de référence 2022.